# 1966
Évszázadok: 19. század – 20. század – 21. század
Évtizedek: 1910-es évek – 1920-as évek – 1930-as évek – 1940-es évek – 1950-es évek – 1960-as évek – 1970-es évek – 1980-as évek – 1990-es évek – 2000-es évek – 2010-es évek
Évek: 1961 – 1962 – 1963 – 1964 –  1965 – 1966 – 1967 – 1968 – 1969 – 1970 – 1971

## Események

### Határozott dátumú események
- január 1. – Az új dinár bevezetése Jugoszláviában. (100 régi ér 1 újat.)[1]
- február 11. – Magyarországon „spontán” tiltakozó akciókat szerveznek országszerte Vietnám mellett.
- február 15. – Megszűnik a vízumkényszer Jugoszlávia és Magyarország között.[2]
- február 24. – Katonatisztek egy csoportja – kihasználva Kwame Nkrumah elnök távollétét – puccsot hajt végre Ghánában.[3]
- február 26–27. – A Jugoszláv Kommunisták Szövetsége Központi Bizottságának (JKSZ KB) plénuma – csakúgy mint március 11-én – a gazdasági reform végrehajtását szorgalmazza. (Tito utal arra, hogy vannak olyan erők, amelyek akadályozzák a VIII. kongresszus határozatainak végrehajtását.)[4]
- március 10. – Charles de Gaulle elnök hivatalosan is bejelenti Franciaország a NATO integrált katonai szervezetéből való kilépési szándékát.[5]
- március 15.
  - Először rendezik meg a Forradalmi Ifjúsági Napokat a Magyar Kommunista Ifjúsági Szövetség (KISZ) védnöksége alatt.
  - A  romániai népszámlálás adatai szerint az ország lakossága 19 105 056 fő, ebből magyar nemzetiségű 1 619 592 fő. A magyar anyanyelvű csángók nagy részét románnak írták be.[6]
- március 18. – A Vatikán határozata szerint ezután nem közösítik ki a más vallásúakkal házasságot kötött híveket.
- április 26. – A Magyar Szocialista Munkáspárt Politikai Bizottsága (MSZMP PB) elfogadja a szovjet javaslatot, hogy rossz egészségi állapota miatt – a krasznodari száműzetésben lévő – Rákosi Mátyás Arzamasz városába költözzön.[7]
- április 27. – VI. Pál pápa először fogad szovjet politikust Andrej Gromiko külügyminiszter személyében.
- május 7. – Ötmillió angolnaivadék érkezik az Egyesült Királyságból, és ezzel kezdetét veszi az angolna újabb telepítési programja (Balaton, Velencei-tó, Fertő tó, Körösök és a Tisza holtága).[8]
- május 12–14. – A Szlovák Kommunista Párt kongresszusán Alexander Dubčeket választják első titkárrá.[9]
- május 25–27. – A Magyar Szocialista Munkáspárt Központi Bizottsága határozatot hoz a gazdasági mechanizmus reformjáról.[10]
- május 26. – 
  - A Németország Szociáldemokrata Pártja (NSZK) és a Német Szocialista Egységpárt (NDK) megállapodik, hogy szónokaik előadást tartanak a másik párt előtt, július 14-én Karl-Marx-Stadtban, illetve július 21-én Hannoverben; a NSZP szovjet beavatkozásra június 29-én lemondja a rendezvényeket.[11]
  - Brit Guyana Guyana néven függetlenné válik.
- május 31.–június 4. – Prágában a Csehszlovákia Kommunista Pártja (CSKP) XIII. kongresszusán a „sikerek” mellett szóba kerülnek a társadalmi élet „negatív tendenciái”, úm. a liberalizmus és a revizionizmus. (Első titkárrá ismét Antonín Novotný-t választják, továbbá a kongresszus kinyilvánítja bizonyos gazdasági reformok szükségességét.)[12]
- június 1. – A családi pótlék rendszerét kiterjesztik a tsz-tagokra is.
- június 4. – Kínában meghirdetik a kulturális forradalmat.
- június 18. – Megkezdi működését az első budapesti „házgyár”. (A paneltechnológia elterjesztésétől a lakáshiány megoldását remélik.)
- június 25. – Jegyzőkönyv a jugoszláv–vatikáni kapcsolatok rendezéséről.[13]
- június 26. – Svájcban a bázeli városi kantonban engedélyezik a nők választójogát.
- július 1–3. – A JKSZ KB brioni ülése, ahol megtárgyalják az állambiztonsági szolgálat tevékenységéről készült jelentést. (Megállapítják, hogy a szervezet önálló erővé vált, amely szembeszállt a VII. kongresszus határozataival, és megpróbálta ellenőrizni az egész társadalmat. Mindezért felelőssé teszik Aleksandar Ranković alelnököt – aki korábban 2 évtizedig a szolgálat vezetője volt –, s akit minden funkciójától megfosztanak és nyugdíjaznak.)[14]
- július 2. – Franciaország végrehajtja első kísérleti atomrobbantását a Mururoa korallzátonyon.[15]
- augusztus 12. – A Kínai Kommunista Párt Központi Bizottsága rendszabályokat fogad el a „nagy proletár kultúrforradalom” végrehajtására.
- augusztus 21. – Az első tömegtüntetés Pekingben a Vörös Gárda szervezésében.
- augusztus 26. – Jugoszlávia az Általános Vám- és Kereskedelmi Egyezmény (GATT) teljes jogú tagja.[16]
- szeptember 6. – Meggyilkolják Hendrik Verwoerd dél afrikai miniszterelnököt.[17]
- szeptember 7–13. – Mohamed Reza Pahlavi iráni sah a feleségével, Farah császárnéval hivatalos útjuk alkalmával hazánkban tartózkodik az első magyarországi látogatásukon.[18]
- szeptember 19. – VI. Pál pápa nyilvánosságra hozott enciklikájában a  harmadik világháború veszélyeire figyelmeztet.
- szeptember 22–24. – A Szovjetunió Kommunista Pártjának (SZKP) főtitkára, Brezsnyev Jugoszláviába látogat.[19]
- szeptember 30. – Becsuánaföld elnyeri függetlenségét Nagy-Britanniától és Botswana néven új állammá alakul.
- október 1. – Megkezdi működését – ideiglenes helyén – a budapesti Hevesi Sándor téren a Nemzeti Színház.
- október 3. – Rákosi Mátyás Krasznodarból – feleségével együtt – Arzamaszba költözik. (A Vakok- és Gyengénlátók Házában kapnak elhelyezést.)[7]
- október 4–6. – A JKSZ KB plénuma átszervezi a pártvezetés struktúráját. (Főtitkár helyett a továbbiakban elnök és végrehajtó titkár irányítja a pártot, továbbá Aleksandar Rankovićot kizárják a pártból.)[20]
- november 5. – Átadják a forgalomnak Budapest második aluljáróját a Blaha Lujza téren.
- november 25. – Jugoszláviában törvényt hoznak a belügyi szolgálatok átszervezéséről.
- november 26.
  - Charles de Gaulle Bretagne-ban a Rance torkolatánál felavatja a világ első apály-dagály erőművét.
  - A csehszlovák kormány jóváhagyja a gazdasági rendszer tökéletesítésének alapelvét.[21]
- november 28.–december 3. – Az MSZMP IX. kongresszusa, amelyen elfogadják az „új gazdasági mechanizmus” irányelveit, és eldöntik 1968. január 1-jétől való bevezetését.
- november 28. – Újra küld Magyarország és az USA nagyköveteket a másik országába.[10]
- november 30. – 
  - Ludwig Erhard német szövetségi kancellár benyújtja lemondását.[22]
  - Barbados függetlenné válik Nagy-Britanniától.[23]
- december 1. – Kurt Georg Kiesingert német szövetségi kancellárrá választják.[22]
- december 3–6. – A Bình Hòa-i mészárlás Vietnámban.
- december 14. – A NATO Védelmi Bizottsága létrehozza a Nukleáris Védelmi Ügyek Bizottságát és az Atomtervező Csoportot.[5]

### Határozatlan dátumú események
- február – A Kínában tárgyaló ghánai Kwame Nkrumah kormányát a hadsereg megbuktatja. (Az elnök Sékou Ahmad Touré vendégeként Guineában talált menedéket.)[24]
- az év folyamán –
  - A Polgári és Politikai Jogok Nemzetközi Egyezségokmánya
  - Csehszlovákiában beindítják a Vajáni hőerőművet.
  - A katonai uralom kezdete Nigériában.[25]

## Az év témái

### 1966 a filmművészetben
- január 6. – Bemutatják Jancsó Miklós Szegénylegények című filmjét.[10]
- szeptember 8. – A Star Trek premierje az NBC tévétársaságnál.
- szeptember 29. – Bemutatják Kovács András Hideg napok című filmjét.[10]

### 1966 az irodalomban
- Gloria victis 1956. Antológia Kecskési Tollas Tibor szerkesztésében.
- Megjelenik Bella István első műve, a Szaggatott virág
- Mihail Bulgakov: A Mester és Margarita

### 1966 a sportban
- július 11.–július 30. 1966-os labdarúgó-világbajnokság, Anglia, Világbajnok: Anglia
- november 24. – Lezuhan a bolgár-szovjet légitársaság Szófiából Budapest és Prága érintésével Kelet-Berlinbe tartó járata; ezen utazott a magyar judo válogatott négy versenyzője és kapitánya. A fedélzeten levő nyolcvankét személy közül senki nem élte túl a katazstrófát.[26]
- Jack Brabham nyeri a Formula–1 világbajnokságot a Brabham csapattal, ez a harmadik bajnoki címe.
- A Budapesti Vasas SC nyeri az NB1-et. Ez a klub ötödik bajnoki címe.
- Bobby Charlton angol labdarúgó kapja meg az Aranylabdát a Manchester United játékosaként.

### 1966 a tudományban
- február 3. – A Luna–9 szovjet holdszonda – első automatikus űrállomásként – leszállt a Hold felszínére.[27]
- március 1. – A szovjet Venyera–3 űrszonda elsőként behatol a Vénusz légkörébe.

### 1966 a zenében
- június: Megrendezik az első magyar Táncdalfesztivált.

#### Fontosabb külföldi albumok
- The Beatles: Revolver
- The Yardbirds: Roger the Engineer
- Cher: The Sonny Side of Chér / Chér
- Bob Dylan: Blonde on Blonde
- The Beach Boys: Pet Sounds
- Frank Sinatra: Moonlight Sinatra / Strangers in the Night / That's Life
- The Rolling Stones: Aftermath
- The Monkees: The Monkees
- Cream: Fresh Cream
- The Animals: Animalisms / Animalization / Animalism
- Simon and Garfunkel: Sounds of Silence, Parsley, Sage, Rosemary and Thyme
- Sonny & Cher: The Wondrous World of Sonny & Chér
- Ike & Tina Turner: Get It – Get It / River Deep – Mountain High
- The Who: A Quick One
- The Mothers of Invention: Freak Out!
- The Byrds: Fifth Dimension
- Nancy Sinatra: Boots / How Does That Grab You? / Nancy in London
- The Paul Butterfield Blues Band: East-West
- Bee Gees: Spicks and Specks

#### Magyar lemezek
- Kovács Kati: Nem leszek a játékszered

## Születések
- január 7. – Zana Zoltán (Ganxsta "Döglégy" Zolee), magyar színész és rapper, a Ganxsta Zolee és a Kartell frontembere.
- január 13. – Patrick Dempsey, amerikai színész
- január 31. – Kicska László magyar basszusgitáros,az Edda Művek tagja.
- február 6. – Rick Astley amerikai énekes.
- február 20. – George Ciamba román diplomata, miniszter
- február 24. – Ben Miller angol színész
- február 28. – Philip Reeve angol író, illusztrátor
- március 3. – Fernando Colunga mexikói színész
- március 16. – H.P. Baxxter, a Scooter együttes énekese
- március 26. – Michael Imperioli amerikai színész, forgatókönyvíró, rendező
- április 22. – Jeffrey Dean Morgan, amerikai színész
- május 4. – Kiss Éva, ukrajnai magyar történész, egyetemi tanár
- május 8. – Cláudio Taffarel világbajnok brazil labdarúgókapus
- május 14. – Fab Morvan, francia énekes, imposztor
- május 16. – Janet Jackson amerikai popénekesnő
- június 21. – Bozsó József színész
- június 27. – Aigars Kalvītis lett politikus, kormányfő
- június 27. – J. J. Abrams amerikai film- és televíziós producer, forgatókönyvíró, színész, zeneszerző és filmrendező
- június 28. – John Cusack amerikai színész
- július 22. – Bánkövi Gyula magyar zeneszerző, zenei szerkesztő
- július 27. – Deutsch Tamás jogász, politikus
- augusztus 7. – Jimmy Wales, a Wikipédia alapítója
- augusztus 12. – Pellinger Attila magyar ornitológus
- augusztus 26. – Pavel Stantchev, francia-bolgár származású magyar médiaszakember, a TV2 Csoport vezérigazgatója
- október 10. – Tony Adams angol labdarúgó
- október 24. – Roman Abramovics orosz üzletember, az FC Chelsea többségi tulajdonosa
- november 1.
  - Danny Everett olimpiai bajnok amerikai atléta
  - Jeremy Hunt brit konzervatív politikus, külügyminiszter
- november 2. – David Schwimmer amerikai színész, producer, rendező
- november 8. – Gordon Ramsay, amerikai szakács, reality-műsorvezető.
- november 17.
  - Sophie Marceau színésznő
  - Nuno Gomes Nabiam Bissau-Guinea miniszterelnöke
- november 19. – Ottlik Ádám Ákos színész
- december 8. – Sinéad O’Connor Grammy-díjas ír énekesnő († 2023)
- december 9. – Gideon Szaár izraeli politikus, belügyminiszter

## Halálozások
- január 1. – Vincent Auriol, Franciaország egykori elnöke (* 1884)
- január 14. – Szergej Pavlovics Koroljov mérnök, rakétatervező, a szovjet űrprogram egyik irányítója (* 1907)
- január 30. – Tuli Géza Titusz olimpiai ezüstérmes tornász, sportvezető (* 1888)
- január 31. – Dirk Brouwer holland származású amerikai csillagász (* 1902)
- február 8. – Rideg Sándor író (* 1903)
- február 17. – Alfred P. Sloan, a General Motors elnöke és vezérigazgatója 1923 és 1956 között (* 1875)
- február 20. – Chester Nimitz amerikai admirális (* 1885)
- március 30. – Arányi Jelly hegedűművésznő (* 1893)
- április 4. – Alfred Naujocks német nemzetiszocialista titkos ügynök, az SD bérgyilkosa (* 1911)
- április 9. – Esterházy László magyar nagybirtokos, vadászati felügyelő, császári és királyi kamarás, főrendi-, majd felsőházi tag (* 1891)
- április 24. – Josef Dietrich, az SS és a Waffen-SS tábornoka (* 1892)
- május 26. – Tamási Áron író (* 1897)
- május 30.
  - Wäinö Aaltonen finn szobrász, festő (* 1894)
  - vitéz gróf Hunyady Ferenc földbirtokos, író, sportvezető, országgyűlési képviselő (* 1895)
- június 7. – Oetl-Pálffy Dénes magyar gyáros, országgyűlési képviselő (* 1901)
- június 14. – Gergely Sándor író, újságíró  (* 1896)
- július 1. – Köteles Jenő altábornagy, a honvédelmi miniszter első helyettese (* 1914)[28]
- július 4. – Komáromy Pál operaénekes, a Magyar Állami Operaház igazgatója (* 1892)[28]
- július 5.
  - Berda József József  Attila-díjas költő, (* 1902)[29]
  - Bereczky Albert református püspök, a Magyarországi Egyházak Ökumenikus Tanácsának tiszteletbeli elnöke (* 1893)[29]
  - Hevesy György kémiai Nobel-díjas magyar kémikus (* 1885)
- július 28. – Király Ilus (Kovács Jánosné) népművész, a kalocsai hímzések megújítója (* 1886)
- július 29. – Járdányi Pál Kossuth-díjas zeneszerző (* 1920)[28]
- augusztus 8. – Jan Kiepura kétszeres Kossuth-díjas akadémikus, országgyűlési képviselő (* 1894)[28]
- augusztus 15. – Jan Kiepura lengyel származású amerikai tenorista (* 1904)[28]
- augusztus 25. – Schenker Zoltán olimpiai bajnok vívó, katonatiszt (* 1880)
- augusztus 30. – Leontin Sălăjan román hadseregtábornok (* 1913)[28]
- szeptember 4. – Nyikolaj Konsztantyinovics Cserkaszov Lenin-díjas filmművész  (* 1902)[29]
- szeptember 6. – Hendrik Verwoerd dél afrikai politikus, 1958–1966 között miniszterelnök (* 1901)[17]
- október 2. – Lesznai Anna író, grafikus, iparművész (* 1885)
- október 7.
  - Bálint Antal gazdálkodó, Vas megyei politikus és gazdasági vezető, országgyűlési képviselő (* 1906)
  - Erdődy Rudolf magyar királyi titkos tanácsos, földbirtokos, felsőházi tag (* 1883)
- október 11. – Kossuth Pál magyar földbirtokos, főszolgabíró, országgyűlési képviselő (* 1887)
- október 19. – Holler Mihály politikus (* 1898)[28]
- október 20. – Csákó Mihály, a Bőripari Dolgozók Szakszervezetének elnöke (* 1906)[29]
- október 22. – Hewlett Johnson a canterbury főegyházmegye esperese (* 1874)[28]
- november 7.
  - Török Rezső író (* 1895)[30]
  - Vlaj Lajos szlovéniai magyar nemzetiségi politikus, költő (* 1904)
- november 9.
  - Ozava Dzsiszaburó japán admirális (* 1886)
  - Török Gábor Kossuth-díjas akadémikus, az Élelmiszeripari Kutató Intézet igazgatója (* 1902)[30]</ref>
- november 18. – Tardos Béla Erkel Ferenc-díjas zeneszerző (* 1910)
- november 22. – Szabó Samu Kossuth-díjas színész (* 1903)
- november 24. – Benedek Jenő, a Magyar Jogász Szövetség főtitkára  (* 1908)[29]
- november 25. – Donogán István atléta, diszkoszvető (* 1897)
- december 5. – Radák Lajos magyar huszárezredes, földbirtokos, országgyűlési képviselő (* 1885)
- december 10. – Baló Zoltán magyar katonatiszt, posztumusz vezérőrnagy (* 1883)
- december 12. – Mario Alicata, az Unità főszerkesztője, az Olasz Kommunista Párt Politikai Bizottságának tagja (* 1918)[29]
- december 26.
  - Kohán György Kossuth- és kétszeres Munkácsy-díjas festőművész (* 1910)[28]
  - december 26. – Herbert Otto Gille, a Német Hadsereg tábornoka, a német Vaskereszt tölgyfalombokkal, kardokkal és gyémántokkal ékesített Lovagkeresztjének birtokosa, s ezáltal a Waffen-SS legmagasabb szintű kitüntetéssel elismert tagja (* 1897)
- december 30. – Komor Imre újságíró (* 1902)[28]

## Nobel-díjasok
- A Nobel-díjat a svéd Alfred Nobel alapította, 1901 óta adják át, melyet a Svéd Királyi Tudományos Akadémia ítél oda a tudomány, az irodalom és humanitárius területen kimagasló eredményt elért magánszemélyeknek, illetve intézményeknek.

| Fizikai            | Alfred Kastler                               |
| Kémiai             | Robert Mulliken                              |
| Orvosi-fiziológiai | Francis Peyton Rous, Charles Brenton Huggins |
| Irodalmi           | Shmuel Yosef Agnon, Nelly Sachs              |
| Béke               | nem adták ki                                 |